# Grotta di San Mamiliano
La grotta di San Mamiliano, detta anche grotta del Santo e grotta del Drago, è un luogo sacro che si trova sull'isola di Montecristo nell'Arcipelago Toscano a 234 metri di altitudine, non distante dal monastero di San Mamiliano.

## Storia

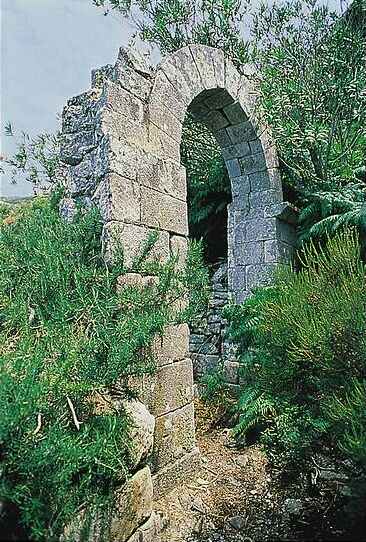
Esterno della Grotta di San Mamiliano

La vocazione monastica dell'isola affonda le proprie radici nella metà del V secolo ed è legata alla figura di san Mamiliano, il vescovo di Palermo che, secondo la tradizione, per sfuggire ai Vandali, sarebbe qui approdato dall'isola di Tavolara con altri suoi seguaci (il presbitero Senzio e i monaci Aurelio, Gobuldeo, Infante, Lustro, Procolo, Rustico e Vindemio).
Lungo le pendici del  monte della Fortezza, dominata dai resti della Fortezza di Montecristo, è la grotta che la devozione popolare ha sempre identificato come dimora del santo eremita e luogo nel quale, secondo la leggenda, egli avrebbe ucciso un drago, simbolo evidente del paganesimo. Sul luogo dell'uccisione sarebbe sgorgata la sorgente d'acqua miracolosa tuttora esistente e di cui, sino al XIX secolo, veniva fatto mercato.
Una credenza attestata dal XVII secolo affermava che la Grotta del Santo fosse l'unica caverna dell'isola a non essere sporcata dagli escrementi delle capre selvatiche (Capra aegagrus). All'interno della grotta numerosi ex voto costituiscono la testimonianza del passaggio di generazioni di pellegrini e di marinai, in buona parte provenienti da Forte dei Marmi.
Dal gennaio al febbraio 1870, all'interno della Grotta del Santo visse l'eremita Davide Lazzaretti.